# Palelòdids
Palelòdid (Palaelodidae) és una família extinta d'aus inclòs a l'ordre dels Phoenicopteriformes, el qual avui està representat només pel flamenc. Els paleòdids han estat definits com a "flamencs nadadors".
S'hi inclouen tres gèneres en aquesta família: 
- Adelalopus, (formació Borgloon, Bèlgica, oligocè inferior).[2]
- Palaelodus (oligocè mitjà - plistocè mitjà).
- Megapaloelodus (oligocè tardà - pliocè inicial).